# Marc Abraham
Marc Abraham (Louisville, 28 maggio 1949) è un produttore cinematografico, regista e sceneggiatore statunitense. È inoltre presidente della compagnia di produzione Strike Entertainment, da lui fondata nel 2002, socia della Universal Pictures.

## Biografia
Precedentemente è stato uno dei co-fondatori della Beacon Communications, una compagnia di produzione e finanziamento nata nel 1990.
Abraham ha portato sul grande schermo Flash of Genius, distribuito dalla Universal Pictures nel 2008, che segnò il suo debutto come regista e vedeva Greg Kinnear e Lauren Graham come parte del cast. Basata su una storia vera, questa favola di rivincita e riscatto racconta la vicenda di un inventore di poca importanza che si accolla la produzione d'auto di Detroit.  Ha prodotto il remake di La cosa per la Strike Entertainment con Eric Newman.

## Beacon Communications
Durante i primi anni, la Beacon Communications produsse film di successo come The Commitments che fu nominato al Golden Globe nel 1992 per la miglior fotografia e vinse anche quattro BAFTA; oltre al film di Keith Gordon Vicino alla fine, con Ethan Hawke. In collaborazione con la Turner Pictures, Abraham fu il produttore esecutivo dell'opera teatrale di David Mamet A Life in the Theatre. La Beacon produsse anche Scacco al re nero, con Wesley Snipes, La principessa degli intrighi, con Phoebe Cates e Kevin Kline, Morti di salute, diretto da Alan Parker e con Anthony Hopkins, e Il club delle baby sitter, basato su una serie letteraria di grande successo.

## Inizio carriera
Abraham iniziò la sua carriera come copywriter per la Young & Rubicam a New York dopo essersi laureato alla University of Virginia. Lasciò il mondo della pubblicità per dedicarsi a tempo pieno allo scrivere e lavorò come giornalista sportivo freelance per molti quotidiani e magazines. Scrisse anche due libri sulle Olimpiadi per la Universal Press.
L'ingresso nel mondo della cinematografia avvenne con il documentario Playing to Win(giocare per vincere), uno sguardo dall'interno al sistema sportivo cubano. Scrisse svariate scenografie per studi e reti televisive, compresa la 20th Century Fox, la Warner Bros. e la CBS. Scrisse anche per le celebri serie 21 Jump Street e Moonlighting.

## Premi e Associazioni
Abraham è membro dell'Associazione degli Scrittori, di quella dei Produttori, e del consiglio del Virginia Film Festival e di quello del Violence Policy Center. È stato insignito dello Spirit of Chrysalis Award, che gli ha riconosciuto il notevole impegno nel cambiare le altrui vite attraverso vari lavori, e nell'aiutare migliaia di svantaggiati e senzatetto, sia individui che famiglie, a Los Angeles.

## Filmografia

### Produttore
- The Commitments, regia di Alan Parker (1991)
- Segreti (A Thousand Acres), regia di Jocelyn Moorhouse (1997)
- Playing God, regia di Andy Wilson (1997)
- Trippin', regia di David Raynr (1997)
- The Family Man, regia di Brett Ratner (2000)
- Ragazze nel pallone (Bring It on), regia di Peyton Reed (2000)
- Spy Game, regia di Tony Scott (2001)
- Il club degli imperatori (The Emperor's Club), regia di Michael Hoffman (2002)
- Tuck Everlasting - Vivere per sempre (Tuck Everlasting), regia di Jay Russell (2002)
- Il tesoro dell'Amazzonia (The Rundown), regia di Peter Berg (2003)
- Ragazze nel pallone - La rivincita (Bring It on Again), regia di Damon Santostefano (2004)
- L'alba dei morti viventi (Dawn of the Dead), regia di Zack Snyder (2004)
- I figli degli uomini (Children of Men), regia di Alfonso Cuarón (2006)
- Let's Go to Prison - Un principiante in prigione (Let's Go to Prison), regia di Bob Odenkirk (2006)
- L'ultimo esorcismo (The Last Exorcism), regia di Daniel Stamm (2009)
- In Time, regia di Andrew Niccol (2011)
- La cosa (The Thing), regia di Matthijs van Heijningen Jr. (2011)
- L'uomo con i pugni di ferro (The Man with the Iron Fists), regia di RZA (2012)
- The Last Exorcism - Liberaci dal male (The Last Exorcism Part II), regia di Ed Gass-Donnelly (2013)
- RoboCop, regia di José Padilha (2014)
- L'uomo con i pugni di ferro 2 (The Man with the Iron Fists 2), regia di Roel Reiné (2015)
- I Saw the Light, regia di Marc Abraham (2015)

### Produttore esecutivo
- Vicino alla fine (A Midnight Clear), regia di Keith Gordon (1992)
- Scacco al re nero (Sugar Hill), regia di Leon Ichaso (1993)
- La principessa degli intrighi (Princess Caraboo), regia di Michael Austin (1994)
- Morti di salute (The Road to Wellville), regia di Alan Parker (1994)
- Il club delle baby sitter (The Baby-Sitters Club), regia di Melanie Mayron (1995)
- Air Force One, regia di Wolfgang Petersen (1997)
- Hurricane - Il grido dell'innocenza (The Hurricane), regia di Norman Jewison (1999)
- Gioco d'amore (For Love of the Game), regia di Sam Raimi (1999)
- Giorni contati (End of Days), regia di Peter Hyams (1999)
- Thirteen Days, regia di Roger Donaldson (2000)
- Slither, regia di James Gunn (2006)

### Regista
- Flash of Genius (2008)
- I Saw the Light (2015)

### Sceneggiatore
- I Saw the Light, regia di Marc Abraham (2015)